# Didier Faivre-Pierret
Pour les articles homonymes, voir Pierret.
Didier Faivre-Pierret, né à Pontarlier le 20 avril 1965, est un ancien coureur cycliste français. Il a été médaillé de bronze aux Jeux olympiques d'été de Barcelone, en 1992 dans l'épreuve des 100 kilomètres contre-la-montre par équipes avec Jean-Louis Harel, Hervé Boussard et Philippe Gaumont.

## Biographie
Il commence le cyclisme à l'âge de quinze ans dans les rangs du vélo-club des cantons de Morteau et de Montbenoit.
Il est médaillé d'argent aux Jeux méditerranéens en 1987 en Syrie au 100 km contre-la-montre par équipes avec Denis Pelizzari, Thierry Laurent et Éric Heulot.

## Palmarès
- 1986
  - Trophée Mavic (contre-la-montre)
- 1987
  -  Médaillé d'argent du contre-la-montre par équipes des Jeux méditerranéens
- 1988
  - Nocturne de Bar-sur-Aube
  - 2e de Paris-Bagnoles-de-l'Orne
  - 3e de Paris-Évreux
- 1989
  - 2e de Paris-Roubaix amateurs
  - 3e de Paris-Vailly
- 1991
  -  Champion de France du contre-la-montre par équipes (avec Jean-Louis Harel, Hervé Garel et Stéphane Heulot)
  -  Médaillé d'argent du contre-la-montre par équipes des Jeux méditerranéens
- 1992
  - Paris-Troyes
  - 2e du Tour de Normandie
  -  Médaillé de bronze du contre-la-montre par équipes des Jeux olympiques
- 1993
  - Boucle de l'Artois
  - Trio normand (avec Camille Coualan et Jean-Louis Harel)
- 1994
  -  Champion de France du contre-la-montre par équipes (avec Stéphane Boury, Emmanuel Hubert et Jean-Yves Mançais)
  - Prologue du Ruban granitier breton
  - 1re étape du Tour du Loir-et-Cher
  - Nocturne de Bar-sur-Aube
  - 2e du Tour de Seine-et-Marne
  - 3e du Tour du Loir-et-Cher
  - 3e du Grand Prix de Luneray
- 1995
  - 3e du Grand Prix de la ville de Pérenchies